# Allison Township (Iowa)
Pour les articles homonymes, voir Allison Township.
Allison Township est un township, du comté d'Osceola en Iowa, aux États-Unis,.

## Source de la traduction
- (es) Cet article est partiellement ou en totalité issu de l’article de Wikipédia en espagnol intitulé « Municipio de Allison (condado de Osceola, Iowa) » (voir la liste des auteurs).